# OPS-301
L'OPS (en versions anteriors: OPS-301), l'Operationen- und Prozedurenschlüssel (Sistema de classificació d'operacions i procediments), és la modificació alemanya de la International Classification of Health Interventions (Classificació Internacional de Procediments en Medicina). Per als hospitals alemanys, actualment és el sistema oficial de codificació de procediments mèdics. El DIMDI (Deutsches Institut für Medizinische Dokumentation und Information) produeix publicacions anuals per l'OPS.